# 科羅伊聖馬丁鄉
46°24′N 24°36′E / 46.400°N 24.600°E
科羅伊聖馬丁鄉（羅馬尼亞語：Comuna Coroisânmărtin, Mureș），是羅馬尼亞的鄉份，位於該國中部，由穆列什縣負責管轄，面積27平方公里，海拔高度318米，2007年人口1,484，人口密度每平方公里54人。